# Ogna kommun
Ogna kommun (norska: Ogna kommune) var en kommun i Rogaland fylke i sydvästra Norge. Kommunen omfattade den södra delen av nuvarande Hå kommun (Ogna socken). Tätorten Ogna utgjorde kommunens centralort.

## Administrativ historik
Ogna kommun upprättades 1839 genom utbrytning ur Eigersunds kommun. Kommunen hade 825 invånare vid upprättandet.
Den 1 januari 1964 gick Ogna kommun, tillsammans med kommunerna Nærbø och Varhaug, upp i den då återbildade Hå kommun. Kommunens hade då 1 470 invånare.